# Conrad von Werneburg

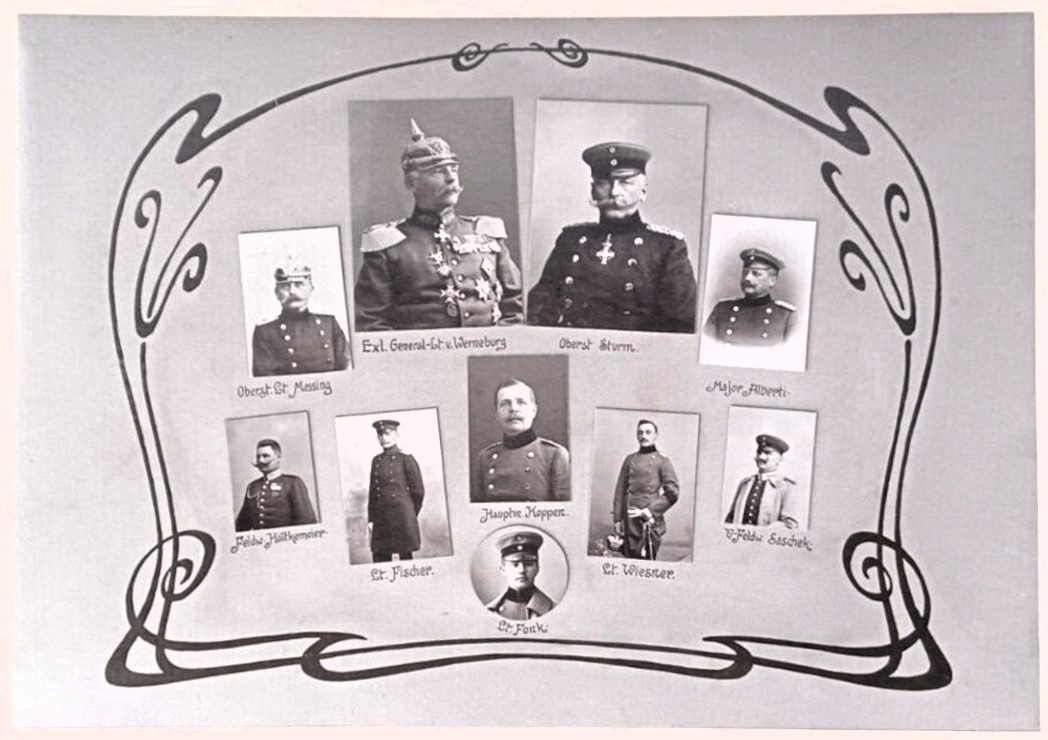
Ext. General-Lt. Werneburg in einem Fotoalbum der 4. Kompanie des Eisenbahn-Regiments 2, um 1907

Conrad Georg Hermann Sophie Gottfried Werneburg, seit 1905 von Werneburg, (* 21. Mai 1847 in Neundorf; † 20. Oktober 1909 in Benndorf bei Körbisfelde in Schlesien) war ein preußischer General der Infanterie.

## Leben

### Herkunft
Conrad war der Sohn des Oberforstmeisters Adolf Werneburg (1813–1886) und dessen Ehefrau Emilie, geborene Rumpel (1816–1877).

### Militärkarriere
Werneburg trat am 1. März 1866 in das 7. Westfälische Infanterie-Regiment Nr. 56 der Preußischen Armee in Göttingen ein. Mit diesem Verband nahm er im gleichen Jahr am Krieg gegen Österreich teil und wurde für seine Leistungen mit dem Militärehrenzeichen II. Klasse ausgezeichnet. Nach dem Friedensschluss avancierte Werneburg Mitte November 1866 zum Sekondeleutnant und wurde am 1. Oktober 1868 zum Adjutanten des Füsilier-Bataillons in Heiligenstadt ernannt. In dieser Eigenschaft kam er 1870/71 im Krieg gegen Frankreich bei der Belagerung von Metz sowie den Kämpfen bei Vionville, Bellevue und Beaune-la-Rolande zum Einsatz. Seine Verdienste wurden am 5. März 1871 durch die Verleihung des Eisernen Kreuzes II. Klasse gewürdigt.
Von 1872 bis 1875 absolvierte Werneburg zur weiteren Ausbildung die Kriegsakademie und wurde zwischenzeitlich zum Premierleutnant befördert. Am 18. Mai 1876 kommandierte man ihn auf ein Jahr zur Dienstleistung beim Großen Generalstab und versetzte Werneburg anschließend bei gleichzeitiger Beförderung zum Hauptmann dorthin. Vom 3. Januar 1880 bis zum 17. Juni 1882 schloss sich eine Verwendung beim Generalstab des XI. Armee-Korps an. Werneburg kam dann als Kompaniechef in das 2. Magdeburgische Infanterie-Regiment Nr. 27. Mit seiner Beförderung zum Major wurde er am 1. Oktober 1887 nach Metz in das Pionier-Bataillon Nr. 16 versetzt und am 17. April 1888 zum Kommandeur dieses Verbandes ernannt. In dieser Eigenschaft am 25. März 1893 zum Oberstleutnant befördert, wurde Werneburg am 17. März 1894 als etatsmäßiger Stabsoffizier erneut in das Infanterie-Regiment „Prinz Louis Ferdinand von Preußen“ (2. Magdeburgisches) Nr. 27 versetzt. Als Oberst war er vom 19. März 1896 bis zum 17. April 1899 Kommandeur des Infanterie-Regiments „Fürst Leopold von Anhalt-Dessau“ (1. Magdeburgisches) Nr. 26. Anschließend folgte bei gleichzeitiger Beförderung zum Generalmajor die Ernennung zum Kommandeur der 26. Infanterie-Brigade in Minden. Von diesem Kommando wurde Werneburg am 27. Januar 1902 entbunden und zum Inspekteur der Verkehrstruppen ernannt sowie am 3. April 1902 zum Generalleutnant befördert.
In Würdigung seiner langjährigen Verdienste erhob Wilhelm II. Werneburg am 4. Januar 1905 in den erblichen preußischen Adelsstand. Außerdem erhielt er am 16. Oktober 1906 den Charakter als General der Infanterie. Anlässlich des Ordensfestes wurde ihm am 18. Januar 1907 der Rote Adlerorden I. Klasse mit Eichenlaub verliehen. In Genehmigung seines Abschiedsgesuches wurde Werneburg am 21. Mai 1907 à la suite des Eisenbahn-Regiments Nr. 1 zur Disposition gestellt.
Anlässlich des Todes von Werneburg verfügte Wilhelm II., dass sämtliche Offiziere der Verkehrstruppen für drei Tage Trauer anzulegen hatten.
Werneburg war von Oktober 1903 bis Oktober 1906 zunächst stellvertretender, später Vorsitzender der Militärischen Gesellschaft in Berlin.

### Familie
Werneburg hatte sich am 8. November 1879 in Berlin mit Editha Schwaniz (* 1860) verheiratet. Aus der Ehe gingen die Kinder Erna (* 1880), Joachim (* 1882), Helmut (1884–1914) und Günther (1885–1914) hervor.